# Gustaf Åberg (häradshövding)
Gustaf Reinhold Åberg, född den 26 januari 1885 i Stockholm, död den 8 april 1945 i Östhammar, var en svensk jurist.
Åberg avlade hovrättsexamen 1907. Han blev tillförordnad häradshövding 1910, extra ordinarie assessor i Svea hovrätt 1918 och vice häradshövding 1919. Åberg var tillförordnad revisionssekreterare 1921–1926 och häradshövding i Norra Roslags domsaga från 1926 till sin död. Han blev riddare av Nordstjärneorden 1933. Åberg vilar på Danderyds kyrkogård.